# Szató Eiszaku
Szató Eiszaku (japánul: 佐藤榮作, nyugaton: Eisaku Satō) (Tabusze, 1901. március 27. – Tokió, 1975. június 3.) Nobel-békedíjas japán politikus, pénzügyminiszter, 1964. november 9-e és 1972. július 7-e között Japán leghosszabb ideig kormányon lévő miniszterelnöke, később a Nemzetközi Karate Szervezet elnöke.

## Kormányzása

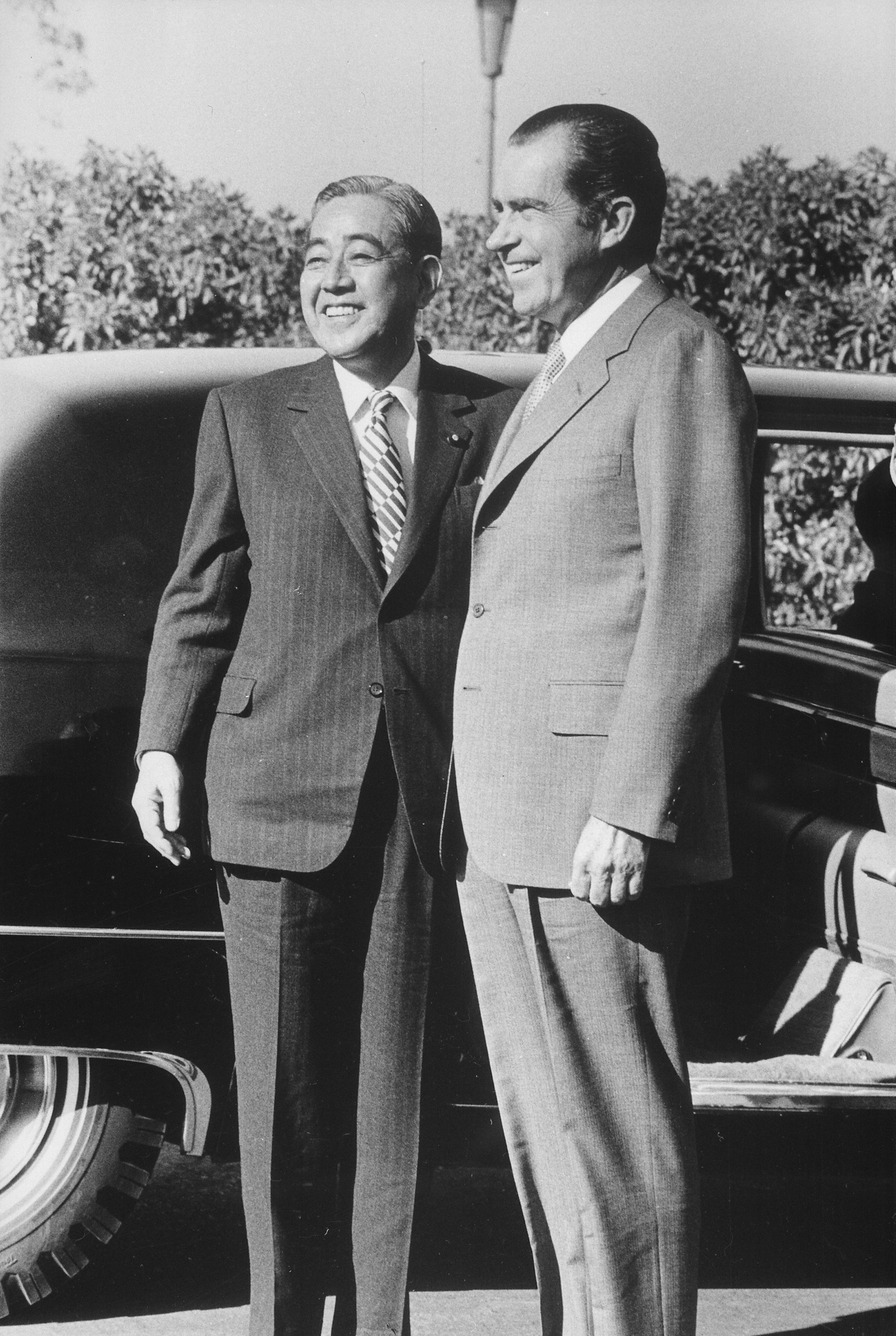
Szató és Richard Nixon amerikai elnök 1972-ben.

Szató 1964-ben követte Ikedát a miniszterelnöki poszton, miután az egészségügyi okok miatt lemondott. Kormánya a leghosszabb ideig vezette az országot, és az 1960-as évek végére már csaknem az egész Japán kormányzatot Szató és kormánya irányította. A gyorsan fejlődő gazdaság népszerűvé tette, az Amerikai Egyesült Államok és Kína között egyensúlyozó külpolitikája azonban törékeny volt. Szató Amerika-barát politikája és a vietnámi háborúban való részvétel ellen egyre több diáktüntetés zajlott, ami ahhoz vezetett, hogy Szató 1969-ben egy évre bezáratta a neves Tokiói Egyetemet.
1969-ben elérte, hogy Richard Nixon visszavonja az amerikai atomfegyvereket Okinaváról: az egyezség vitatott, mivel engedélyezte az amerikai csapatoknak, hogy megtarthassák támaszpontjaikat Japánban. Okinavát hivatalosan 1971-ben csatolták vissza Japánhoz.